# Jens Becker
Jens Becker (Fürth, Njemačka, 24. svibnja 1965.) njemački je heavy metal-basist.

## Životopis
Prvi veliki sastav u kojem je svirao jest Running Wild. Pridružio mu se 1987., a napustio ga je 1991. Potom se pridružio skupini X-Wild, u kojoj je svirao s drugim bivšim članovima Running Wilda. Becker je bio jedini basist skupine. Sastav se raspao 1997.
Godine 1997. Tomi Göttlich napustio je sastav Grave Digger. Becker se potom pridružio tom sastavu, a s njim svira i danas. Također jedan je od autora pjesama.

## Diskografija
Running Wild
- Port Royal (1988.)
- Death or Glory (1989.)
- Blazon Stone (1991.)
- The First Years of Piracy (1991.)

X-Wild
- So What! (1994.)
- Monster Effect (1994.)
- Savageland (1996.)

Grave Digger
- Knights of the Cross (1998.)
- Excalibur (1999.)
- The Grave Digger (2001.)
- Rheingold (2003.)
- The Last Supper (2005.)
- Liberty or Death (2007.)
- Ballads of a Hangman (2009.)
- The Clans Will Rise Again (2010.)
- Clash of the Gods (2012.)
- Return of the Reaper (2014.)
- Healed by Metal (2017.)
- The Living Dead (2018.)
- Fields of Blood (2020.)